# 나고야항 이탈리아무라

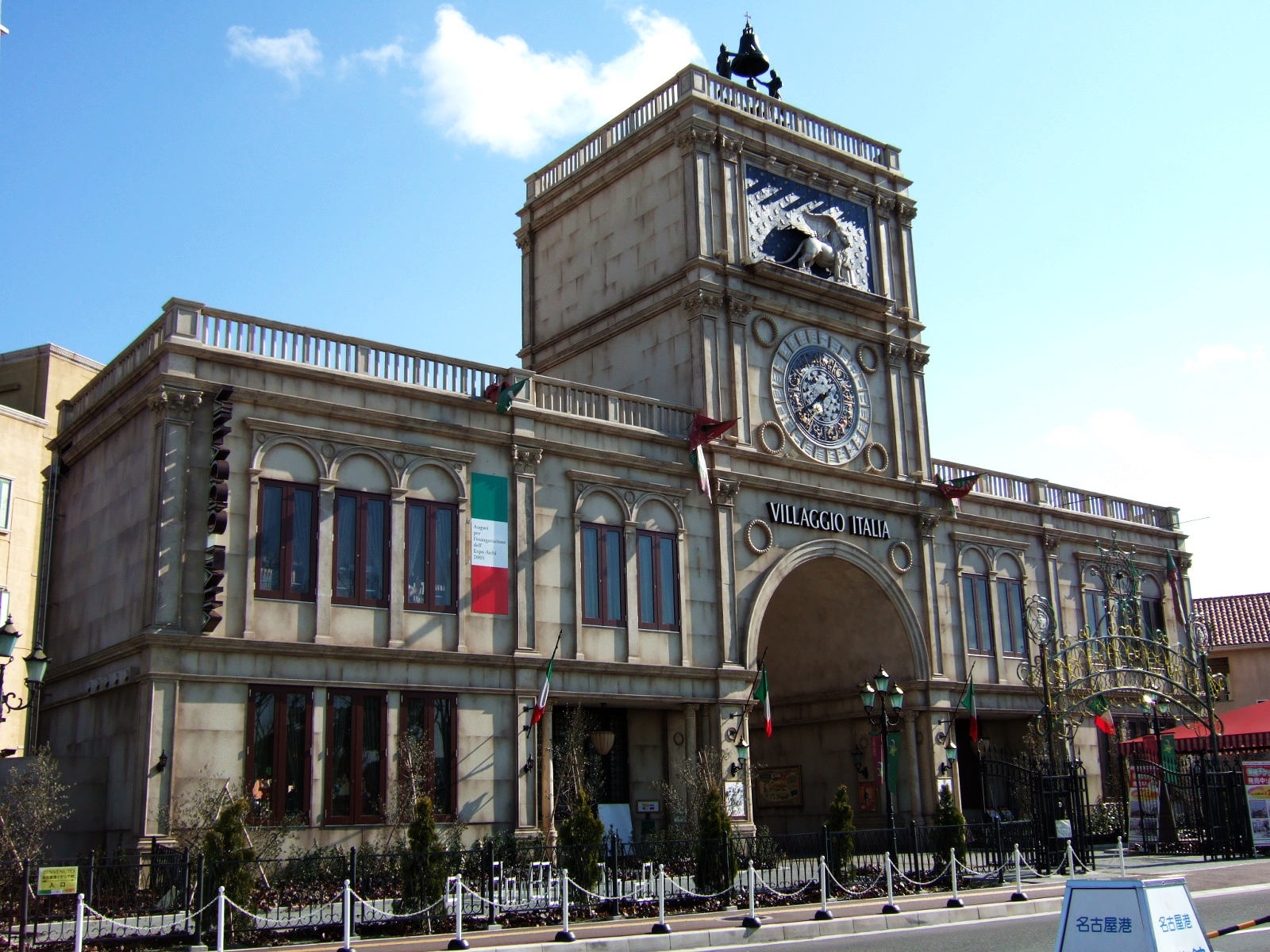
나고야항 이탈리아무라 입구

나고야항 이탈리아무라(일본어: 名古屋港(なごやこう)イタリア村(むら) 나고야코우 이타리아무라[*])는 일본 아이치현 나고야시 나고야항 가든 부두 내에서 운영되고 있었던 복합 상업시설이다. 2008년 5월 7일에 파산을 발표한 후에 영업을 중지하고 같은 해 12월 4일자로 대규모 소매 점포 입지법에 의한 신고에 의해 폐지되었다.
2005년 5월 27일에 이루어진 나고야시와 이탈리아 토리노의 자매 도시 제휴의 일환으로, 2005년 4월 2일에 개업했었다.